# Junior Vasquez
Junior Vasquez (eigentlich Donald Paul Mattern, * 24. August 1949 in Lancaster, Pennsylvania) ist ein amerikanischer DJ, Musikproduzent, Songwriter, Remixer und Sound-Designer. Neben dem Künstlernamen Junior Vasquez trat Mattern auch als Ellis D. und The Factory Kids in Erscheinung.

## Biografie
Die Karriere des Junior Vasquez begann als DJ im New Yorker Nachtclub „Sound Factory“. Schon kurze Zeit später arbeitete er in weiteren Hot Spots im Big Apple, darunter der „Tunnel“, „Arena at the Palladium“, „Juniorverse at Twilo“ und „Earth at Exit“. Nach und nach entwickelte er sich zu einem der einflussreichsten DJs weltweit; beispielsweise wirkt er auf dem Album Graffiti Bridge (1990) von Prince mit.
2003 startete Vasquez seine Show Junior’s World auf KTU, die durch die gut besuchte Internet-Seite auch überregional bekannt wurde. Als Produzent und Remixer verhalf er altgedienten Stars, darunter Elton John, The Pretenders oder Cyndi Lauper, zum Erfolg bei jüngerem Publikum. Mit den Dance-Tracks Get Your Hands off My Man! (1995 Platz 22) und If Madonna Calls (1996 Platz 24) brachte er zwei Singles in die UK Top 40.

## Diskografie

### Studioalben
- 1989: Free Your Mind (als Ellis-D)
- 2001: Junior’s Magic Orchestra
- 2006: Free Your Soul (als Ellis-D)
- 2007: Divas (als Ellis-D)

### Kompilationen
- 1994: This Is the Sound of Tribal United Kingdom
- 1994: The Future Sound of New York
- 1995: Just Like a Queen: The Best of Junior Vasquez (aka) Ellis D. (als Ellis D.)
- 1997: Live (Vol. 1)
- 1998: Junior Works Eightball
- 1998: Junior Vasquez Vol. 2 (2 CDs)
- 2000: Twilo Volume 1
- 2001: Junior’s Nervous Breakdown
- 2002: Earth Music
- 2002: Earth Music 2
- 2003: Anthem
- 2004: Ageha Vol. 04 Mixed by Junior Vasquez
- 2009: Generation Next
- 2016: Junior Vasquez Compilation (10 WAV-Files)

### Singles
| Jahr | Titel Album                         | Höchstplatzierung, Gesamtwochen, AuszeichnungChartplatzierungen (Jahr, Titel, Album, Platzierungen, Wochen, Auszeichnungen, Anmerkungen) | Höchstplatzierung, Gesamtwochen, AuszeichnungChartplatzierungen (Jahr, Titel, Album, Platzierungen, Wochen, Auszeichnungen, Anmerkungen) | Anmerkungen                                                                                                   |
| Jahr | Titel Album                         | UK | Dance | Anmerkungen                                                                                                   |
| ---- | ----------------------------------- | --- | --- | --- |
| 1987 | My Loleatta                         | — | Dance47 (2 Wo.)Dance | Erstveröffentlichung: September 1987 als Ellis-D Autoren: Charlie Babie, Dan Hartman, Junior Vasquez          |
| 1988 | Took My Love Away Free Your Mind    | — | Dance19 (7 Wo.)Dance | Erstveröffentlichung: November 1988 als Ellis-D Autor: Junior Vasquez                                         |
| 1994 | X                                   | — | Dance16 (10 Wo.)Dance | Erstveröffentlichung: Februar 1994 Autoren: Junior Vasquez, Tony Shimkin                                      |
| 1994 | Get Your Hands off My Man           | UK77 (1 Wo.)UK | Dance49 (2 Wo.)Dance | Erstveröffentlichung: März 1994 Autor: Junior Vasquez                                                         |
| 1994 | Get Your Hands off My Man (Remixes) | UK91 (1 Wo.)UK | — | Erstveröffentlichung: September 1994 Remixe: Nush, Fire Island                                                |
| 1995 | Get Your Hands off My Man (Reissue) | UK22 (3 Wo.)UK | — | Wiederveröffentlichung: Juli 1995                                                                             |
| 1996 | If Madonna Calls                    | UK24 (2 Wo.)UK | Dance2 (13 Wo.)Dance | Erstveröffentlichung: Juli 1996 inkl. Anrufbeantworter-Nachricht von Madonna an Vasquez Autor: Junior Vasquez |
| 1998 | Lift Up the Needle                  | — | Dance20 (12 Wo.)Dance | Erstveröffentlichung: April 1998 John Creamer presents Ellis D                                                |
| 1998 | Come Together                       | — | Dance15 (11 Wo.)Dance | Erstveröffentlichung: Juli 1998 Autoren: Lennon/McCartney, John Creamer Original: The Beatles, 1969           |
| 2004 | My Life                             | — | Dance3 (14 Wo.)Dance | Erstveröffentlichung: April 2004 Junior presents Jason Autoren: Amanda Cee, Gary Brown, Junior Vasquez        |
| 2009 | Insecurities                        | — | Dance34 (8 Wo.)Dance | Erstveröffentlichung: August 2009 feat. Maxi J                                                                |

Weitere Singles
- 1994: I’m Simeon, Dammit (als The Factory Kids)
- 1994: Nervaas (mit The Spastic Babies)
- 1995: Reap (What You Sow) (Junior Vasquez presents Vernessa Mitchell)
- 1995: Lift Me Up (mit Connie Harvey)
- 1996: La bella vita (Vannelli & Vasquez)
- 1997: Ab Fab (I Am Thin and Gorgeous)
- 1998: Happy Heart (Junior Vasquez presents Petula Clark)
- 1998: The Latest Drama
- 1999: This Joy (Junior Vasquez und Razor-n-Guido presents Vernessa Mitchell)
- 1999: Monk e.Dreams (Junior Vasquez presents Motomo)
- 2000: Be Quiet
- 2001: DJ19 Meets JMO Perspective Service
- 2001: Diva2Diva (Junior Vasquez presents Charlotte vs. Kim English)
- 2002: I Got Something (Fumix pres. Ellis D)
- 2007: The March (Ellis-D pres. Chico)
- 2012: Lift Up the Needle (Razor & Guido DJ Tool-a-Pella) (John Creamer feat. Junior Vasquez)